# Red Bull 400
Red Bull 400 ist der seit 2011 vom österreichischen Getränkehersteller Red Bull ausgetragene steilste 400-Meter-Sprint der Welt. Wettkämpfer aus der ganzen Welt laufen von unten nach oben auf Skisprung- und Skiflugschanzen über eine Gesamtdistanz von 400 Metern mit einem maximalen Neigungswinkel von 37 Grad.

## Austragungsorte

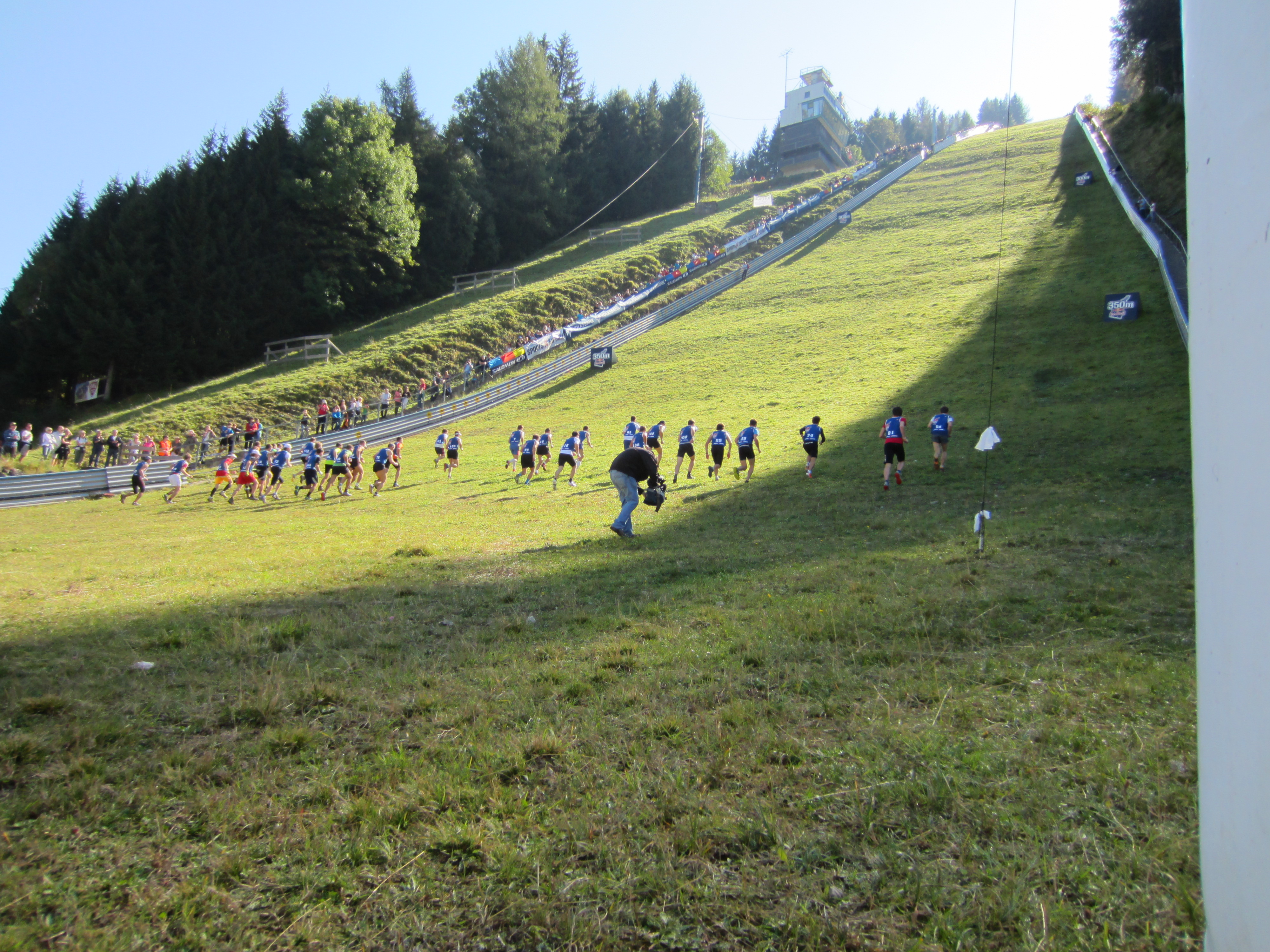
Start eines Vorrunden-Durchganges beim ersten Red Bull 400 auf der Skiflugschanze Kulm im Jahr 2011

Gereiht nach Land und Ort:
| Land        | Ort                                      | Schanze                   | Höhenmeter | Max. Steigung |
| ----------- | ---------------------------------------- | ------------------------- | ---------- | ------------- |
| Deutschland | Titisee-Neustadt                         | Hochfirstschanze          |            |               |
| Finnland    | Kuopio                                   | Puijo-Schanze             |            |               |
| Finnland    | Lahti                                    | Salpausselkä-Schanze      |            |               |
| Frankreich  | Courchevel                               | Tremplin du Praz          |            |               |
| Italien     | Fleimstal                                | Trampolino dal Ben        |            |               |
| Japan       | Sapporo                                  | Ōkurayama-Schanze         |            |               |
| Kanada      | Whistler                                 | Whistler Olympic Park     |            |               |
| Kasachstan  | Almaty                                   | Gorney Gigant             |            |               |
| Kasachstan  | Schtschutschinsk                         | Lyzhnyy Tramplin Burabay  |            |               |
| Norwegen    | Trondheim                                | Granåsen                  |            |               |
| Österreich  | Bad Mitterndorf (vor 1.1.2015: Tauplitz) | Skiflugschanze Kulm       |            |               |
| Österreich  | Bischofshofen                            | Paul-Außerleitner-Schanze | 140        | 79 %          |
| Österreich  | Innsbruck                                | Bergiselschanze           | 130        | 75 %          |
| Polen       | Zakopane                                 | Wielka Krokiew            |            |               |
| Russland    | Esto-Sadok                               | RusSki Gorki              |            |               |
| Russland    | Tschaikowski                             | Sneschinka                |            |               |
| Schweiz     | Einsiedeln                               | Andreas Küttel Schanze    |            |               |
| Slowakei    | Štrbské Pleso                            | MS 1970                   |            |               |
| Slowenien   | Planica                                  | Letalnica bratov Gorišek  |            |               |
| Südkorea    | Pyeongchang                              | Alpensia Jumping Park     |            |               |
| Tschechien  | Harrachov                                | Čerťák                    |            |               |
| Tschechien  | Liberec                                  | Ještěd                    |            |               |
| Türkei      | Erzurum                                  | Kiremitliktepe            |            |               |
| USA         | Ironwood                                 | Copper Peak               |            |               |
| USA         | Park City                                | Utah Olympic Park         |            |               |

## Veranstaltungen und Sieger
| Nr. | Datum         | Austragungsort                             | Schanze                                    | Sieger Männer                              | Siegerzeit Männer                                  | Sieger Frauen                              | Siegerzeit Frauen |
| --- | ------------- | ------------------------------------------ | ------------------------------------------ | ------------------------------------------ | -------------------------------------------------- | ------------------------------------------ | ----------------- |
| 1   | 25. Sep. 2011 | Tauplitz                                   | Skiflugschanze Kulm                        | Ahmed Arslan                               | Antonella Confortola                               |                                            |                   |
| 2   | 18. Aug. 2012 | Tauplitz                                   | Skiflugschanze Kulm                        | Piotr Lobdzinski                           | Margit Engelseder                                  |                                            |                   |
| 3   | 23. Sep. 2012 | Planica                                    | Letalnica bratov Gorišek                   | Ahmed Arslan                               | Teresa Stadlober                                   |                                            |                   |
| 4   | 12. Mai 2013  | Planica                                    | Letalnica bratov Gorišek                   | Simon Alič                                 | Teresa Stadlober                                   |                                            |                   |
| 5   | 19. Mai 2013  | Tauplitz                                   | Skiflugschanze Kulm                        | Ahmed Arslan                               | Andrea Mayr                                        |                                            |                   |
| 6   | 17. Mai 2014  | Kuopio                                     | Puijo-Schanze                              | Ross Morrison                              | Hanna Raitanen                                     |                                            |                   |
| 7   | 25. Mai 2014  | Tauplitz                                   | Skiflugschanze Kulm                        | Ahmed Arslan                               | Andrea Mayr                                        |                                            |                   |
| 8   | 13. Sep. 2014 | Harrachov                                  | Čerťák                                     | Matjaž Mikloša                             | Karolína Grohová                                   |                                            |                   |
| 9   | 9. Mai 2015   | Kuopio                                     | Puijo-Schanze                              | Risto Mägi                                 | Maria Mietinen                                     |                                            |                   |
| 10  | 19. Juli 2015 | Whistler                                   | Whistler Olympic Park                      | Brandon Crichton                           | Zoe Dawson                                         |                                            |                   |
| 11  | 25. Juli 2015 | Titisee-Neustadt                           | Hochfirstschanze                           | Christian Riedl                            | Egle Uljas                                         |                                            |                   |
| 12  | 15. Aug. 2015 | Harrachov                                  | Čerťák                                     | Ahmed Arslan                               | Dominiką Wiśniewską-Ulfik                          |                                            |                   |
| 13  | 29. Aug. 2015 | Bischofshofen                              | Paul-Außerleitner-Schanze                  | Ahmed Arslan                               | Lenka Švábíková                                    |                                            |                   |
| 14  | 19. Sep. 2015 | Planica                                    | Letalnica bratov Gorišek                   | Ahmed Arslan                               | Antonella Confortola                               |                                            |                   |
| 15  | 26. Sep. 2015 | Park City                                  | Utah Olympic Park                          | Ahmed Arslan                               | Liz Stephens                                       |                                            |                   |
| 16  | 30. Apr. 2016 | Almaty                                     | Gorney Gigant                              | Ahmed Arslan                               | Zhanna Mamazhanova                                 |                                            |                   |
| 17  | 28. Mai 2016  | Kuopio                                     | Puijo-Schanze                              | Risto Mägi                                 | Janica Mäkelä                                      |                                            |                   |
| 18  | 16. Juli 2016 | Titisee-Neustadt                           | Hochfirstschanze                           | Ahmed Arslan                               | Yasemin Can                                        |                                            |                   |
| 19  | 30. Juli 2016 | Whistler                                   | Whistler Olympic Park                      | Kieran Lumb                                | Rachel McBride                                     |                                            |                   |
| 20  | 30. Juli 2016 | Harrachov                                  | Čerťák                                     | Tomáš Celko                                | Adéla Stránská                                     |                                            |                   |
| 21  | 27. Aug. 2016 | Bischofshofen                              | Paul-Außerleitner-Schanze                  | Tomáš Celko                                | Andrea Mayr                                        |                                            |                   |
| 22  | 17. Sep. 2016 | Planica                                    | Letalnica bratov Gorišek                   | Ahmed Arslan                               | Valentina Belotti                                  |                                            |                   |
| 23  | 24. Sep. 2016 | Park City                                  | Utah Olympic Park                          | Tom Goth                                   | Liz Stephens                                       |                                            |                   |
| 24  | 14. Mai 2017  | Almaty                                     | Gorney Gigant                              | Ahmed Arslan                               | Zhanna Mamazhanova                                 |                                            |                   |
| 25  | 20. Mai 2017  | Erzurum                                    | Kiremitliktepe                             | Ahmed Arslan                               | Ece Bakici                                         |                                            |                   |
| 26  | 21. Mai 2017  | Sapporo                                    | Ōkurayama-Schanze                          | Ryota Takasaka                             | Yukari Tanaka                                      |                                            |                   |
| 27  | 27. Mai 2017  | Tschaikowski                               | Sneschinka                                 | Dmitry Mityaev                             | Yekaterina Mityaeva                                |                                            |                   |
| 28  | 3. Juni 2017  | Trondheim                                  | Granåsen                                   | Peter Haddon                               | Marte Lien Johnsen                                 |                                            |                   |
| 29  | 10. Juni 2017 | Courchevel                                 | Tremplin du Praz                           | Thibaut Baronian                           | Axelle Mollaret                                    |                                            |                   |
| 30  | 1. Juli 2017  | Fleimstal                                  | Trampolino dal Ben                         | Matjaž Mikloša                             | Margaret Reeves                                    |                                            |                   |
| 31  | 15. Juli 2017 | Titisee-Neustadt                           | Hochfirstschanze                           | Ahmed Arslan                               | Yukari Tanaka                                      |                                            |                   |
|     | 5. Aug. 2017  | Whistler                                   | Whistler Olympic Park                      | Abgesagt wegen Waldbränden                 | Abgesagt wegen Waldbränden                         | Abgesagt wegen Waldbränden                 |                   |
| 32  | 12. Aug. 2017 | Harrachov                                  | Čerťák                                     | Tomáš Celko                                | Adéla Stránská                                     |                                            |                   |
| 33  | 26. Aug. 2017 | Bischofshofen                              | Paul-Außerleitner-Schanze                  | Anton Palzer                               | Andrea Mayr                                        |                                            |                   |
| 34  | 16. Sep. 2017 | Planica                                    | Letalnica bratov Gorišek                   | Luka Kovačič                               | Dominiką Wiśniewską-Ulfik                          |                                            |                   |
| 35  | 30. Sep. 2017 | Park City                                  | Utah Olympic Park                          | Jared Shumate                              | Megan Foley                                        |                                            |                   |
| 36  | 28. Okt. 2017 | Esto-Sadok                                 | RusSki Gorki                               | Dmitry Mityaev                             | Yekaterina Mityaeva                                |                                            |                   |
| 37  | 12. Mai 2018  | Sapporo                                    | Ōkurayama-Schanze                          | Ryota Takasaka                             | Takako Takamura                                    |                                            |                   |
| 38  | 12. Mai 2018  | Ironwood                                   | Copper Peak                                | Ian Torcha                                 | Anna Mooi                                          |                                            |                   |
| 39  | 12. Mai 2018  | Lahti                                      | Salpausselkä-Schanze                       | Mikko Patana                               | Laura Manninen                                     |                                            |                   |
| 40  | 20. Mai 2018  | Almaty                                     | Gorney Gigant                              | Almas Rakhimbayev                          | Mariya Korobitskaia                                |                                            |                   |
| 41  | 26. Mai 2018  | Tschaikowski                               | Sneschinka                                 | Andrey Shklyayev                           | Yekaterina Mityaeva                                |                                            |                   |
| 42  | 2. Juni 2018  | Trondheim                                  | Granåsen                                   | Erik Resell                                | Lea Fischer                                        |                                            |                   |
| 43  | 30. Juni 2018 | Fleimstal                                  | Trampolino dal Ben                         | Matjaž Mikloša                             | Margaret Reeves                                    |                                            |                   |
| 44  | 14. Juli 2018 | Whistler                                   | Whistler Olympic Park                      | Kieran Lumb                                | Robyn Mildren                                      |                                            |                   |
| 45  | 21. Juli 2018 | Courchevel                                 | Tremplin du Praz                           | Thibaut Baronian                           | Mélanie Jeannerod                                  |                                            |                   |
| 46  | 28. Juli 2018 | Titisee-Neustadt                           | Hochfirstschanze                           | Ahmed Arslan                               | Suzy Walsham                                       |                                            |                   |
| 47  | 11. Aug. 2018 | Štrbské Pleso                              | MS 1970                                    | Tomáš Čelko                                | Kristína Neč-Lapinová                              |                                            |                   |
| 48  | 18. Aug. 2018 | Zakopane                                   | Wielka Krokiew                             | Tomáš Čelko                                | Iwona Januszyk                                     |                                            |                   |
| 49  | 25. Aug. 2018 | Bischofshofen                              | Paul-Außerleitner-Schanze                  | Erik Resell                                | Andrea Mayr                                        |                                            |                   |
| 50  | 15. Sep. 2018 | Planica                                    | Letalnica bratov Gorišek                   | Luka Kovačič                               | Barbara Trunkelj                                   |                                            |                   |
| 51  | 15. Sep. 2018 | Park City                                  | Utah Olympic Park                          | Miles Fink-Debray                          | Megan Foley                                        |                                            |                   |
| 52  | 13. Okt. 2018 | Esto-Sadok                                 | RusSki Gorki                               | Danil Ponomarev                            | Loubov Novgorodtseva                               |                                            |                   |
| 53  | 20. Okt. 2018 | Einsiedeln                                 | Andreas Küttel Schanze                     | Jakob Mayer                                | Judith Wyder                                       |                                            |                   |
| 54  | 28. Apr. 2019 | Almaty                                     | Gorney Gigant                              | Ahmed Arslan                               | Mariya Korobitskaia                                |                                            |                   |
| 55  | 11. Mai 2019  | Lahti                                      | Salpausselkä-Schanze                       | Martin Kozelj                              | Mila Koljonen                                      |                                            |                   |
| 56  | 11. Mai 2019  | Ironwood                                   | Copper Peak                                | Miles Fink-Debray                          | Sarah Hendrickson                                  |                                            |                   |
| 57  | 18. Mai 2019  | Sapporo                                    | Ōkurayama-Schanze                          | Ryota Takasaka                             | Yuko Tateishi                                      |                                            |                   |
| 58  | 25. Mai 2019  | Tschaikowski                               | Sneschinka                                 | Andrey Shklyayev                           | Loubov Novgorodtseva                               |                                            |                   |
| 59  | 1. Juni 2019  | Trondheim                                  | Granåsen                                   | Erik Resell                                | Wenche Audal Snildalski                            |                                            |                   |
| 60  | 1. Juni 2019  | Park City                                  | Utah Olympic Park                          | Maxwell Dosher                             | Liz Stephen                                        |                                            |                   |
| 61  | 7. Juni 2019  | Liberec                                    | Ještěd                                     | Jakub Šiarnik                              | Adéla Stránská                                     |                                            |                   |
| 62  | 15. Juni 2019 | Einsiedeln                                 | Andreas Küttel Schanze                     | Jakob Mayer                                | data-sort-value="Manil, Caroline"\| Caroline Manil | 00:04:09                                   |                   |
| 64  | 29. Juni 2019 | Zakopane                                   | Wielka Krokiew                             | Tomáš Čelko                                | Magdalena Anna Kozielska                           |                                            |                   |
| 65  | 6. Juli 2019  | Fleimstal                                  | Trampolino dal Ben                         | Jakob Mayer                                | Antonella Confortola                               |                                            |                   |
| 66  | 6. Juli 2019  | Courchevel                                 | Tremplin du Praz                           | Thibaut Baronian                           | Lucie Jamsin                                       |                                            |                   |
| 67  | 13. Juli 2019 | Whistler                                   | Whistler Olympic Park                      | Alexandre Ricard                           | Madison Sands                                      |                                            |                   |
| 68  | 20. Juli 2019 | Titisee-Neustadt                           | Hochfirstschanze                           | Anton Palzer                               | Suzy Walsham                                       |                                            |                   |
| 69  | 3. Aug. 2019  | Štrbské Pleso                              | MS 1970                                    | Tomas Macecek                              | Martina Bellušová                                  |                                            |                   |
| 70  | 4. Aug. 2019  | Schtschutschinsk                           | Lyzhnyy Tramplin Burabay                   | Peter Tikhonov                             | Tatyana Neroznak                                   |                                            |                   |
| 71  | 24. Aug. 2019 | Bischofshofen                              | Paul-Außerleitner-Schanze                  | Jakob Mayer                                | Andrea Mayr                                        |                                            |                   |
| 72  | 14. Sep. 2019 | Planica                                    | Letalnica bratov Gorišek                   | Luka Kovačič                               | Barbara Trunkelj                                   |                                            |                   |
| 73  | 28. Sep. 2019 | Pyeongchang                                | Alpensia Jumping Park                      | Jangseop Lee                               | Hyunji Kang                                        |                                            |                   |
|     | 2020          | Nicht veranstaltet wegen COVID-19-Pandemie | Nicht veranstaltet wegen COVID-19-Pandemie | Nicht veranstaltet wegen COVID-19-Pandemie | Nicht veranstaltet wegen COVID-19-Pandemie         | Nicht veranstaltet wegen COVID-19-Pandemie |                   |
| 74  | 18. Sep. 2021 | Titisee-Neustadt                           | Hochfirstschanze                           | Luka Kovačič                               | Sarah Mittelberger                                 |                                            |                   |
| 75  | 27. Aug. 2022 | Innsbruck                                  | Bergiselschanze                            | Jakob Mayer                                | Monika Wagner                                      |                                            |                   |